# Афинская хартия
Афинская хартия (фр. Charte d'Athènes) — хартия и градостроительный манифест, составленный Ле Корбюзье и принятый конгрессом CIAM в Афинах в 1933 году. Текст документа основывался на результатах ранее проведенного изучения опыта планировки и застройки 33 крупнейших городов мира. Итогом стал кардинальный пересмотр принципов и целей градостроительства в исторически изменившихся условиях функционирования мегаполисов..

## Положения
Из 111 пунктов Афинской хартии наиболее важны следующие два:
- «свободно расположенный в пространстве многоквартирный блок» — это единственно целесообразный тип жилища;
- городская территория должна чётко разделяться на функциональные зоны:
  - жилые массивы;
  - промышленная (рабочая) территория;
  - зона отдыха;
  - транспортная инфраструктура.[1][2]

## Преимущества и недостатки
Реализация всех этих принципов привела к регламентации озеленения жилых территорий, отказу от замкнутой квартальной застройки с дворами-колодцами, переходу к свободно аэрируемой открытой застройке при хорошей инсоляции жилищ при преимущественно меридиональном размещении зданий.
Тем не менее, несмотря на многие прогрессивные положения, Афинская хартия стремилась к глобальной унификации градостроительных принципов и не учитывала национальные архитектурные особенности и обычаи народов разных стран.